# Spencer Wilton
Spencer Wilton (* 1. Februar 1973 in Ipswich) ist ein britischer Dressurreiter.

## Leben
Wilton wuchs in Suffolk auf. Er begann in einem Pony Club mit dem Reiten. Zunächst wandte er sich dem Vielseitigkeitsreiten zu. Im Jahr 1987 nahm er als Einzelreiter an den Pony-Europameisterschaften der Vielseitigkeitsreiter teil. Zwei Jahre später verließ er die Schule und arbeitete als  „working pupil“ bei Ruth McMullen, Lucinda Green und Mark Todd.
In den 1990er Jahren lernte er Carl Hester kennen, in diese Zeit fiel auch sein Wechsel in den Dressursport. Mitte der 1990er Jahre zog Wilton auf die Anlage von Hester. Hier übernahm er den Beritt von Fantastic Elastic, mit dem er 1999 erstmals die „Elementary National Championships“ gewann. In den folgenden Jahren arbeitete er sich auf Grand Prix-Niveau hoch. In das Jahr 2006 fielen mehrere bedeutende Ereignisse seiner Sportlerlaufbahn: Er gewann erstmals einen Grand Prix Spécial, bestritt beim CDI Hartpury seine erste international ausgeschriebene Prüfung und bekam zudem die Möglichkeit, mit dem Fuchswallach Dolendo am britischen Nationenpreisturnier Dressage at Hickstead teilzunehmen. Zudem erreichte er bei den britischen Meisterschaften (Grand Prix/Grand Prix Kür) mit Dolendo den zweiten Rang. Es folgten 2006 und 2007 mit Dolendo weitere Starts auf Grand Prix-Niveau, erstmals auch auf internationalen Turnieren außerhalb Großbritanniens.
Ende des Jahres 2007 übernahm Carl Hester den Beritt von Dolendo. Wilton trat in Folge fast sechs Jahre lang nicht mehr auf internationalen Turnieren an, er betreibt inzwischen einen eigenen Reitstall. Im August 2013 trat er in der CDI 3*-Tour von Dressage at Hickstead erstmals mit dem zu diesem Zeitpunkt 10-jährigen Wallach Super Nova II an, hier noch auf Prix St. Georges-/Intermediaire I-Niveau. Seit dem Frühjahr 2014 stellt Wilton den Wallach auf Grand Prix Niveau international vor.
Mit dem von Severo Jurado López übernommenen Wallach Numberto erreichte er bei den britischen Meisterschaften 2014 in der Grand Prix Kür den dritten Rang und vertrat Großbritannien in den Nationenpreisen von Rotterdam und Hickstead.
Zunehmend entwickelte sich jedoch Super Nova II zu seinem Spitzenpferd. Beim CDIO Hagen 2015 belegten beide im Grand Prix Spécial den vierten Platz mit 73,137 %. Im Jahr 2016 bekam Spencer Wilton mit Super Nova II in Grand Prix und Grand Prix Special zumeist Bewertungen von über 70 Prozent. Diese Ergebnisse brachten ihm die Nominierung für sein erstes internationales Championat im Dressurreiten, den Olympischen Sommerspielen 2016 in Rio de Janeiro, ein. Hier belegte er mit Super Nova II den 21. Rang in der Einzelwertung und war Teil der britischen Equipe, die die Mannschaft-Silbermedaille errang.
Wiltons zeitweiliger Lebensgefährte war der britische Dressurreiter Carl Hester.